# Răng nanh
Răng nanh là những chiếc răng dài và nhọn có tác dụng cắn xé thức ăn hoặc dùng trong việc săn mồi ở một số loài động vật. Thường sẽ có 4 răng nanh ở người là hai răng ở hàm trên và hai răng ở hàm dưới.